# 台中客運總站
台中客運台中總站曾在臺灣臺中市中區建國路127之1號（舊臺中車站對面）的臺中客運總站。1966年興建，1999年921地震被震毀後再原址重建，新站於2016年12月拆除。

## 歷史
1966年臺中車站擴建站前工程，由林論下建築師設計廣場與臺中客運總站，同年完工啟用。1999年在921大地震中傾倒而被拆除。後原址重建。
2016年10月29日，為配合臺中鐵路高架捷運化通車後的臺中車站第二階段工程與周邊整體規畫，本站各市區路線暫時遷移至鄰近站牌搭車，國道公路路線則於同年11月29日起移至國光客運台中轉運站候車。同12月站體全數拆除，改為人行步道與臺中市公共自行車租賃系統站點。

## 原路線
- 國道客運

第2號月台-第10號月台
- 【6187】：台中－嘉義
- 【9015】：台中－北港（台中客運與台西客運聯營）
- 【9016】：台中－台西（台中客運與台西客運聯營）
- 【6899】：台中－埔里（台中客運與南投客運聯營）

第3號月台-第9號月台
- 【6188】：台中－竹山
- 【9010】：台中－新竹（台中客運與新竹客運聯營）
- 【9012】：台中－台北（台中客運與大有巴士聯營）

## 車站周邊
- 臺中車站
- 國定古蹟舊臺中車站
- 臺中州廳與台中市役所
- 東協廣場
- 國光客運台中轉運站
- 統聯客運台中站

## 外部連結
- Taichong-bus 台中客運-站場簡介 - 台中汽車客運公司 （页面存档备份，存于）（繁體中文）